# 가온중학교
가온중학교(가온中學校)는 대한민국 울산광역시 중구 반구동에 있는 공립 중학교이다.

## 학교 연혁
- 1956년 10월 30일 : 울산여자중학교 3학급 인가
- 1957년 4월 6일 : 제1학년 입학
- 2022년 3월 1일 : 가온중학교로 교명 변경
- 2022년 3월 1일 : 제29대 강옥자 교장 취임
- 2025년 1월 8일 : 제66회 졸업식 125명 졸업[총 25,553명]
- 2025년 3월 4일 : 제69회 입학식(신입생 105명 입학)

## 참고 자료
- 가온중학교 - 한국교육학술정보원 학교알리미